# Мария фон Шварценберг
Мария фон Шварценберг (на немски: Maria von Schwarzenberg; * 15 септември 1572; † 5 декември 1622, Аугсбург) е графиня от Шварценберг-Хоенландсберг от баварската линия на фамилията Шварценберг и чрез женитба графиня на Фугер-Гльот от линията „от Лилията“ (фон дер Лилие), господарка на Кирххайм-Гльот, Микхаузен, Щетенфелс, Матзис.

## Произход
Тя е единствената дъщеря на граф Ото Хайнрих фон Шварценберг (1535 – 1590) и втората му съпруга Катарина фон Фрундсберг (1530 – 1582), вдовица на Хайнрих фон Валдбург-Волфег-Цайл (1527 – 1562), дъщеря на Каспар фон Фрундсберг-Минделхайм (1501 – 1536) и Маргарета фон Фирмиан († сл. 1548). Внучка е на фрайхер Кристоф I фон Шварценберг-Хоенландсберг (1488 – 1538) и втората му съпруга Схоластика Нотхафт фон Вернберг (1509 – 1589).
Баща ѝ се жени трети път 1582 г. в Мюнхен за Жаклина де Нойшател (1563 – 1622) и е полусестра е на Сибила фон Шварценберг (1557 – 1586), омъжена на 11 ноември 1577 г. в Бисинген за фрайхер Конрад XI Млади фон Бемелберг (1552 – 1618), и на Волфганг Якоб фон Шварценберг-Хоенландсберг (1560 – 1618), женен на 9 февруари 1587 г. в Аугсбург за графиня Анна Сибила Фугер-Кирхберг-Вайсенхорн (1569 – 1634).

## Фамилия
Мария фон Шварценберг се омъжва на 11 март 1589 г. в Аугсбург за Кристоф Фугер фон Кирхберг-Вайсенхорн, господар на Гльот, Микхаузен, Щетенфелс-Матзис (* 11 ноември 1566; † 29 декември 1615), син на фрайхер Ханс Фугер фон Кирхберг-Вайсенхорн (1531 – 1598) и фрайин Елизабет фон Нотхафт-Вайсенщайн († 1582). Те имат 4 деца:
- Йохан Ернст Фугер (* 24 юли 1590, Щетенфелс; † 1639), граф на Кирхберг-Вайсенхорн, господар на Гльот, Щетенфелс, Болвайлер, женен на 20 февруари 1612 г. в Мьорзберг за фрайин Маргарета фон Болвайлер († 23 април 1658). Той има 10 деца.
- Ото Хайнрих Фугер (* 12 януари 1592; † 12 октомври 1644), граф на Кирхберг-Вайсенхорн, женен I. 1612 г. за Анна Маршал фон Папенхайм († 1616), II. 1618 г. за фрайин Мария Елизабет фон Валдбург († 1660). Той има 16 деца.
- Конрад Фугер (* 1597; † 1598)
- Мария Фугер (* 17 април 1594; † 22/27 март 1635), омъжена I. на 18 октомври 1615 г. в Мерзебург за граф Хиронимус Фугер фон Кирхберг-Вайсенхорн (1584 – 1633), II. 1634 г. за Паул цу Шпаур и Флавон